# Tapio Mäkelä
Tapio Valfrid Mäkelä (ur. 12 października 1926 w Nastoli, zm. 12 maja 2016 w Jämsä) – fiński biegacz narciarski, dwukrotny medalista olimpijski oraz złoty medalista mistrzostw świata.

## Kariera
Igrzyska olimpijskie w Oslo w 1952 roku były pierwszymi i zarazem ostatnimi w jego karierze. Finowie w składzie: Heikki Hasu, Paavo Lonkila, Urpo Korhonen i Tapio Mäkelä zdobyli tam złoty medal w sztafecie 4 × 10 km. Ponadto Mäkelä wywalczył także srebrny medal w biegu na 18 km, w którym lepszy okazał się jedynie Hallgeir Brenden z Norwegii. Mäkelä o 11 sekund wyprzedził trzeciego na mecie Paavo Lonkilę.
W 1950 roku wystartował na mistrzostwach świata w Lake Placid zajmując 12. miejsce w biegu na 18 km techniką klasyczną. Cztery lata później, podczas mistrzostw świata w Falun wraz z Augustem Kiuru, Arvo Viitanenem i Veikko Hakulinenem zdobył złoty medal w sztafecie. Na tych samych mistrzostwach zajął także piąte miejsce w biegu na 15 km stylem klasycznym. Na kolejnych mistrzostwach już nie startował.
Mäkelä dwukrotnie zostawał mistrzem Finlandii: w 1948 roku zwyciężył w sztafecie, a w 1952 roku był najlepszy na dystansie 18 km.

## Osiągnięcia

### Igrzyska olimpijskie
| Miejsce | Dzień     | Rok  | Miejscowość | Konkurencja             | Czas biegu | Strata | Zwycięzca        |
| ------- | --------- | ---- | ----------- | ----------------------- | ---------- | ------ | ---------------- |
| 2.      | 18 lutego | 1952 | Oslo        | 18 km stylem klasycznym | 1:01:34 h  | +35 s  | Hallgeir Brenden |
| 1.      | 23 lutego | 1952 | Oslo        | Sztafeta 4 × 10 km      | 2:20:16 h  | -      | -                |

### Mistrzostwa świata
| Miejsce | Dzień     | Rok  | Miejscowość | Konkurencja             | Czas biegu | Strata | Zwycięzca        |
| ------- | --------- | ---- | ----------- | ----------------------- | ---------- | ------ | ---------------- |
| 12.     | 3 lutego  | 1950 | Lake Placid | 18 km stylem klasycznym | 1:06:16 h  | ?      | Karl-Erik Åström |
| 5.      | 17 lutego | 1954 | Falun       | 15 km stylem klasycznym | 55:26 min  | +51 s  | Veikko Hakulinen |
| 1.      | 20 lutego | 1954 | Falun       | Sztafeta 4 × 10 km      | 2:16:47 h  | -      | -                |